# 471
Il 471 (CDLXXI in numeri romani) è un anno  del V secolo.

## Morti
- 25 agosto - Gennadio I di Costantinopoli, arcivescovo e teologo bizantino
- Ardaburio, generale e politico romano
- Ardaburio Aspare, generale romano (n. 400)